# Bánh mận

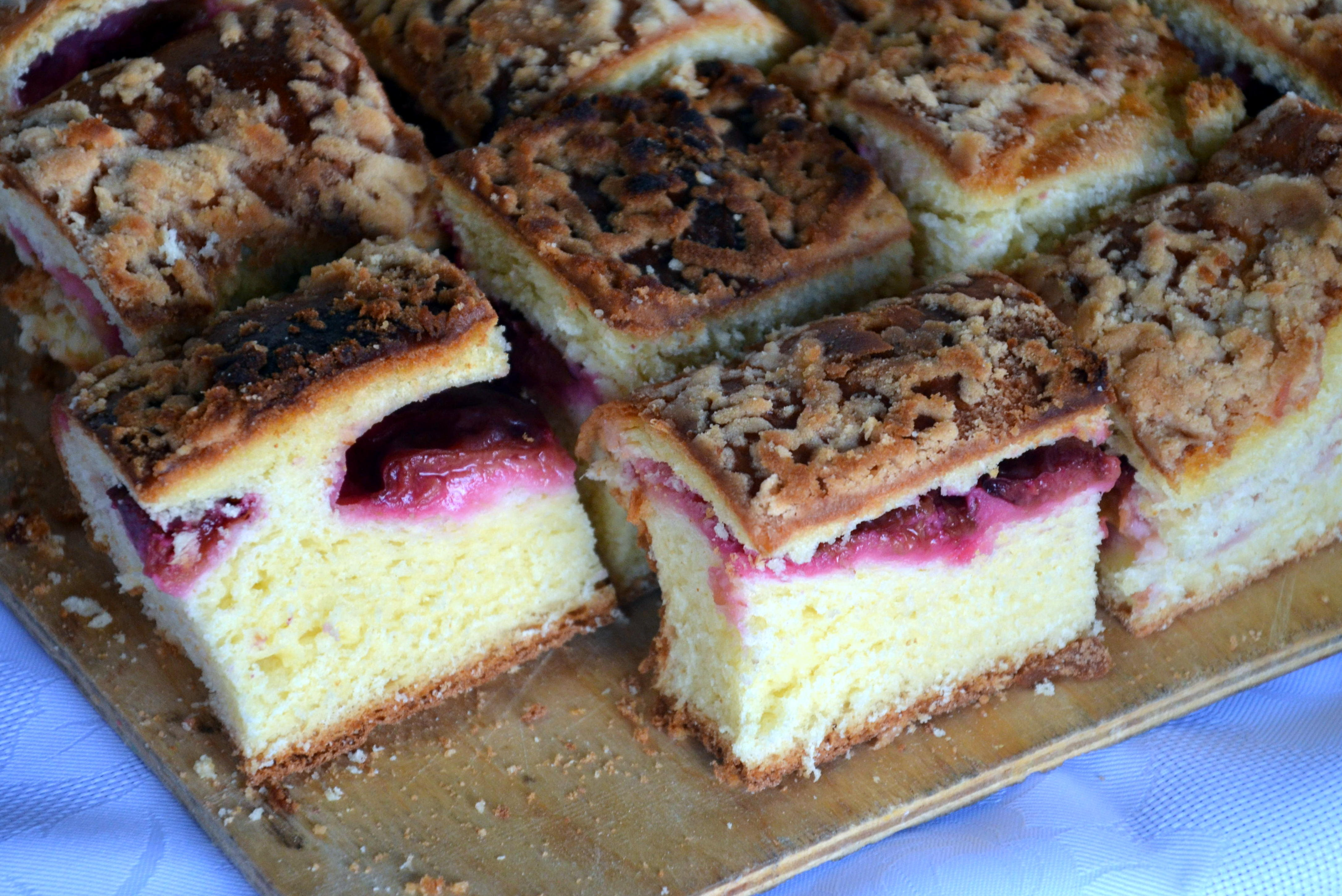
Bánh mận cắt lát với phần nhân trái mận

Bánh mận (tiếng Anh: plum cake) bao gồm nhiều loại bánh được chế biến từ trái cây sấy khô (như lý chua khô, nho khô, mận khô) hoặc trái cây tươi. Có rất nhiều loại bánh mận và pudding ăn kèm được phổ biến. Do ý nghĩa của từ ngữ "trái mận" (plum) đã biến đổi theo thời gian, nhiều món ăn tuy được gọi bằng tên "bánh mận" và phổ biến tại Anh ít nhất từ thế kỷ XVIII nhưng đến nay lại biến đổi thành bánh trái cây. Bánh mận kiểu Anh cũng hiện diện trên lục địa châu Âu, nhưng có thể khác nhau về thành phần và độ đặc. Người định cư trên đất thuộc địa Anh đã mang theo nhiều loại bánh trái cây sấy khô đến khắp nơi và kết quả là, ví dụ ở Ấn Độ, người dân ăn bánh vào thời điểm lễ Giáng sinh. Ở thuộc địa châu Mỹ, bánh mận gắn liền với các cuộc bầu cử nên một phiên bản đã ra đời gọi là "bánh bầu cử".
Bánh mận chế biến bằng mận tươi đến với người di cư theo nhiều truyền thống khác nhau. Theo đó, người ta nấu bánh mận bằng cách sử dụng trái mận làm nguyên liệu chính. Trong vài phiên bản, mận có thể giống hệt mứt ngọt nằm sâu trong bánh sau khi nấu,  hoặc được chế biến bằng cách dùng mứt mận.  Bánh mận làm từ trái mận cũng là một phần trong ẩm thực Do Thái Ashkenazi, có tên gọi là Pflaumenkuchen hoặc Zwetschgenkuchen.   Các món bánh khác làm từ trái mận cũng xuất hiện trong cách nấu nướng tại Pháp, Ý và Ba Lan.

## Thuật ngữ
Thuật ngữ "bánh mận" (plum cake) và "bánh trái cây" (fruitcake) dùng để thay thế cho nhau. Do trái cây khô được sử dụng làm chất tạo ngọt và bất cứ loại trái cây khô nào từng dùng làm nguyên liệu cũng được gọi là "trái mận", nên nhiều loại bánh mận và pudding mận dù không chứa thành phần trái mận nhưng ngày nay vẫn được gọi bằng cái tên này. (Pudding mận là món bánh đa dạng, phong phú hơn, được chế biến bằng nguyên liệu tương ứng, nấu bằng cách hấp hỗn hợp chứ không phải nướng). Thuật ngữ "trái mận" (plum) ban đầu được dùng để chỉ mận khô, nho khô hoặc nho tươi. Vì vậy, cách gọi trái mận cho món pudding mận trong tiếng Anh được tạo ra "luôn dành cho nho khô, không phải trái mận mọng nước như tên gọi ngày nay."
Trong tiếng Anh cổ, thuật ngữ plūme "khởi nguồn từ pruna trong tiếng Latinh trung cổ, từ prunum trong tiếng Latinh", nó tương đương với "prune" (mận khô). Prune trong tiếng Pháp hiện đại mang nghĩa trái mận, do vậy bánh tart mận được đặt tên là tarte aux prunes. Trong tiếng Anh, prune là mận sấy khô và khi bánh ngọt hiện đại sử dụng chúng làm thành phần chính, món có thể được gọi là bánh mận hay kiểu loại của bánh mận.

## Theo địa lý

### Đảo Anh

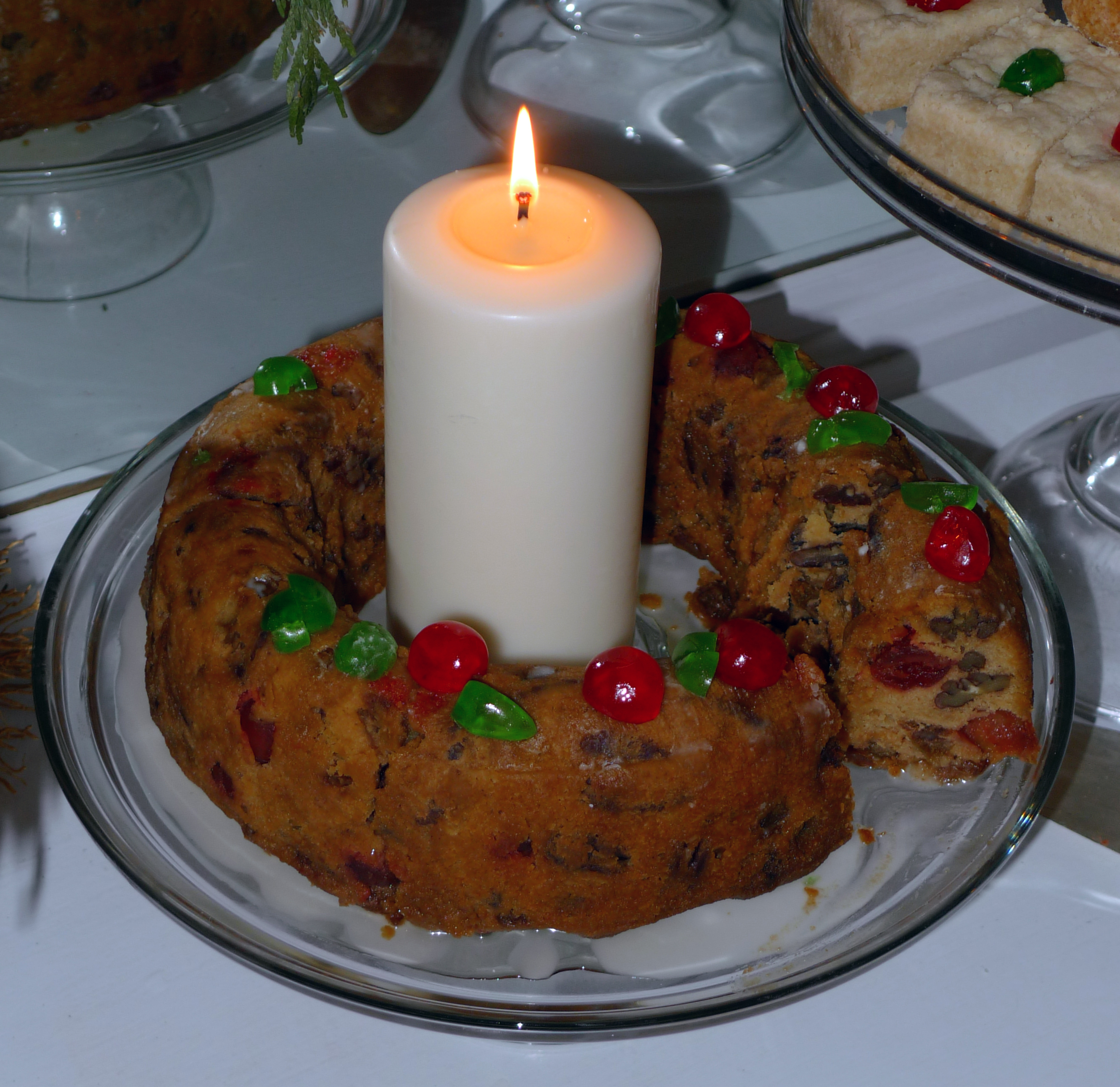
Một loại bánh trái cây truyền thống

Bánh mận trong lịch sử dùng để chỉ một loại hay một kiểu bánh trái cây thời kỳ đầu ở Anh khoảng năm 1700. Nho khô và lý chua được dùng làm bánh, trong tiếng Anh gọi là trái mận từ khoảng năm 1660. Nhiều loại trái cây khô khác nhau (chủ yếu là nho khô và lý chua khô) đã quen thuộc trong nhà bếp tại Anh thông qua đường giao thương với vùng Levant và Địa Trung Hải. Nhưng trước khi trái cây khô trở thành thứ sẵn có thông qua đường nhập khẩu "không sự cố" từ Australia, Nam Phi và California thì sấy khô chúng phải đòi hỏi "một lượng rất lớn nhân công... dựa trên phương pháp thô sơ và sẵn sàng để tiến hành hái trái cây, phơi khô, đóng gói và xuất khẩu".
Năm 1881, Đại tá Henry-Herbert phát biểu "một chiếc bánh mận ngon của Anh... là một thể chế quốc gia". Đôi khi, Thomas Carlyle là một trong số nhiều người ăn kiểu bánh mận nhẹ với trà. Khi ăn, ông sẽ nhúng miếng bánh vào trà, ông mô tả rằng nó giống như miếng bánh mì nhỏ "điểm xuyết bằng" trái lý chua. Elizabeth David viết rằng "thịt xay và pudding mận Giáng sinh, tất cả đều là ví dụ điển hình cho sự yêu thích của người Anh đối với hỗn hợp trái cây nêm gia vị đến mức dường như hầu hết không cần đến công thức chế biến chúng...".
Bánh mận được giãn nở bằng cách thổi không khí vào bột nhồi bánh chứ không dùng men nở.  Một loạt bánh mận và pudding mận đã được Isabella Beeton đưa vào Sách Quản lý Hộ gia đình (xuất bản 1859–1861). Bà Beeton liệt kê các công thức chế biến "Bánh mận thông thường" và "Bánh mận xinh xắn" cũng như "Pudding mận nướng", "Pudding mận vô song", "Pudding giáng sinh đơn giản cho trẻ em", "Pudding mận cùng trái cây tươi", "Bánh Tart mận", "Pudding mận Giáng sinh", "Pudding mận nghiền" và "Bánh Giáng sinh". Lời bình luận trong sách Quản lý Hộ gia đình ở Ấn Độ biểu lộ cả tầm vóc cuốn sách của bà Beeton lẫn phạm vi diễn giải về bánh mận và pudding mận. Tác giả phát biểu, "Công thức nấu ăn của bà Beeton là tuyệt vời nhất nếu được sửa đổi chút ít: 12 đơn vị nho khô manukka...".
Trước Chiến tranh thế giới thứ nhất, bánh ngọt, bao gồm cả bánh mận, được nướng cùng với ổ bánh mì. "Bánh ngọt hay bánh pasty nhỏ có thể bị chảy hoặc kéo giãn ra sau khi giai đoạn nướng bánh bắt đầu, nhưng một chiếc bánh nở ra với các mặt bền ổn, hay một chiếc bánh mận lớn, sẽ tốn thời gian tối thiểu bằng với việc nướng ổ bánh mì và người nội trợ kinh nghiệm làm bánh theo kích cỡ như thế."

### Châu Âu
Nhiều loại bánh mận đa dạng kiểu Anh cũng hiện diện trên lục địa châu Âu, dù tại đó "bánh mận" thường được dùng để chỉ các loại bánh nướng được làm bằng trái cây tươi, thay vì trái cây khô.
Theo cách nấu nướng của Pháp, mận là thành phần truyền thống quan trọng khi làm bánh: "... trên khắp các quận thuộc Loire, Dordogne, Lot và Périgord, hầu như không một lễ kỷ niệm, tiệc cưới hay dịp trọng đại nào mà món tráng miệng lại thiếu vắng vài lát bánh mận hoặc bánh tart mirabelle, được nấu bằng mận tươi hoặc khô hay mứt tùy theo mùa." Mận mirabelle là giống trái cây đặc trưng dùng để làm Tarte aux mirabelles (bánh tart mận). Galette aux fruits là một loại bánh phẳng được làm bằng bột men nở và bao phủ bằng trái cây đã nấu chín trước đó theo mùa, chẳng hạn như trái mận (hay mộc qua, táo, mơ). Trái cây trong bánh tart hoặc bánh flan được cắt thành miếng có kích thước phù hợp và bánh được phủ kem: dùng kem đỏ cho bánh mận đỏ và bánh flan đại hoàng, trong khi kem trái mơ được dùng cho bánh mận vàng và bánh flan mơ.
Bánh mận Đức được gọi là Zwetschkenkuchen và có thể tìm ra trên khắp đất nước, dẫu cho quê hương của món là Bayern. Trong công thức của đầu bếp Robert Carrier, phần nền được làm từ bột pastry men nở thay vì bột pastry vỏ mỏng như thường dùng, vì bột pastry men nở "thấm rút nước ép trái mận nhưng vẫn không khiến bánh bị nhão".
Ở Ý, bánh mận được biết đến với tên tiếng Anh, nướng trong lò cùng trái cây khô và sữa chua thường dùng.

Phiên bản bánh mận Ba Lan, cũng sử dụng trái cây tươi, được gọi là Placek z Sliwkami.

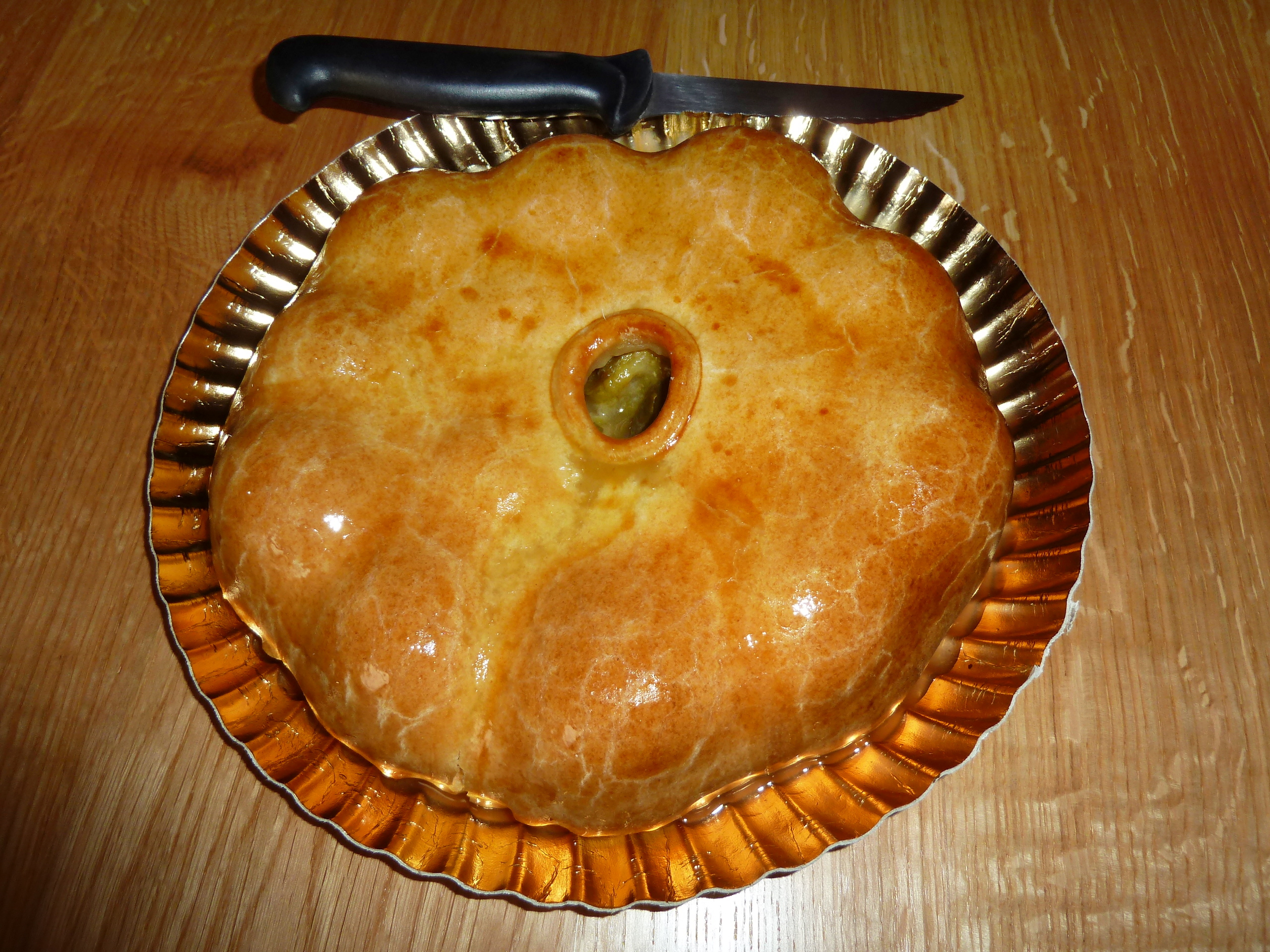
Pâté aux prunes (tart mận), Pháp
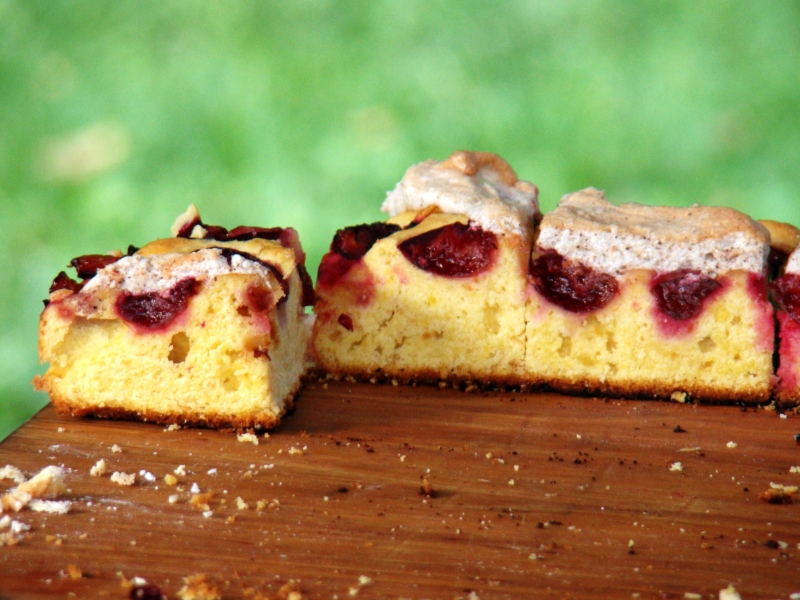
Bánh mận kiểu Sanok, Ba Lan
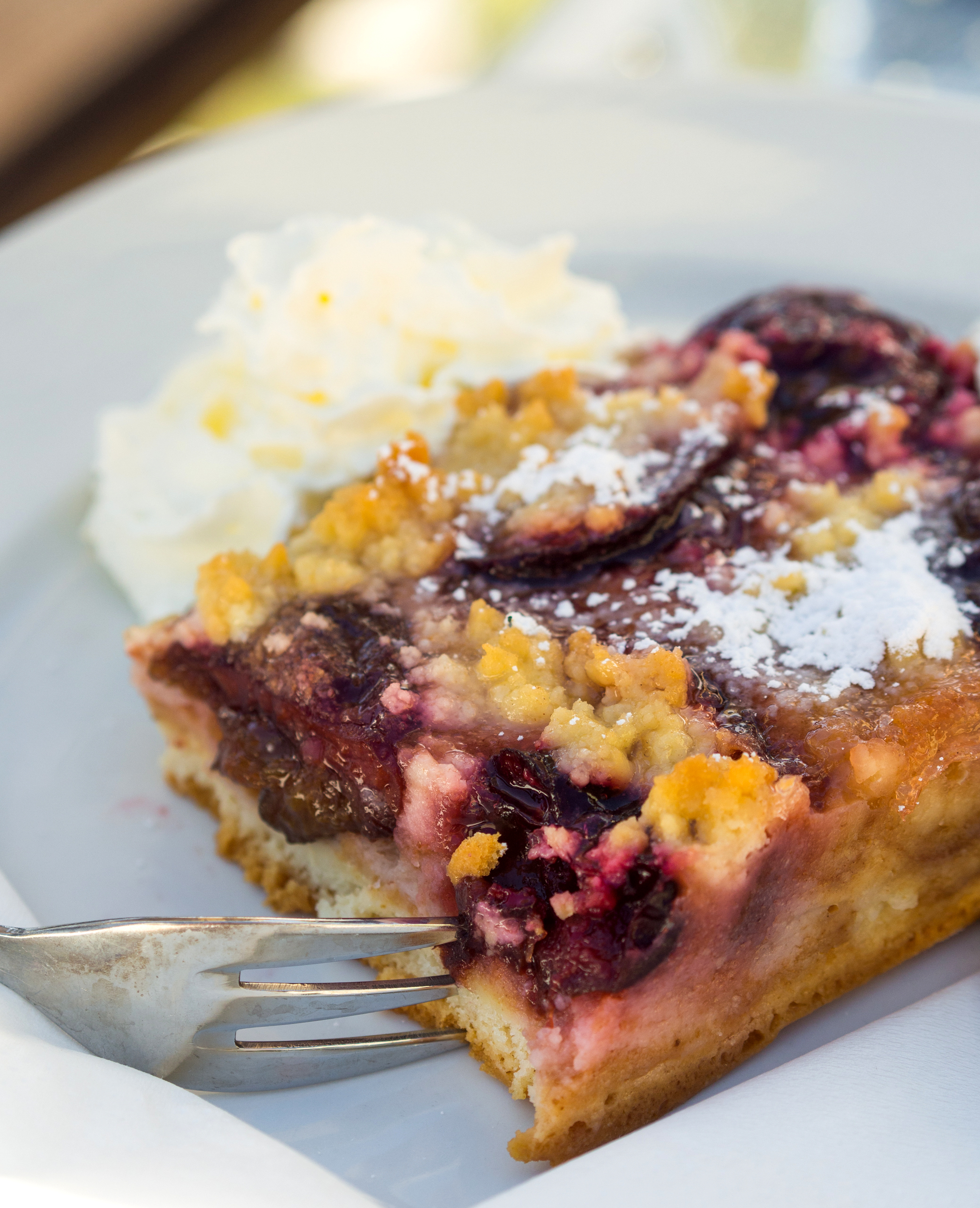
Zwetschkenkuchen, Tirol, Áo

### Ấn Độ
Ở Ấn Độ, người dân làm bánh mận vào khoảng thời gian lễ Giáng sinh, có thể cho thêm vào các thành phần như rượu rum.

### Hoa Kỳ
Bánh mận ở Hoa Kỳ có nguồn gốc từ người Anh di cư và được chế biến theo phong cách Anh.  Bánh có nhiều kích cỡ khác nhau, từ cỡ nhỏ, chẳng hạn trong tiệc kỷ niệm Đêm thứ Mười Hai và Giáng sinh, đến cỡ lớn, chẳng hạn như trong lễ cưới. Phiên bản bánh trái cây gốc của bánh mận tại Hoa Kỳ được xem như "món bánh kỷ niệm mang tiêu chuẩn Hoa Kỳ xuyên suốt thời kỳ nội chiến".
Vào thời thuộc địa trước Cách mạng Mỹ, bánh "Muster" được nướng với số lượng cực lớn cho nam giới được quân đội Anh triệu tập để huấn luyện quân sự. Sau Cách mạng Mỹ, phụ nữ nướng món bánh này với con số khá lớn để thúc đẩy đàn ông tham gia hội họp và bầu cử ở thị trấn. Do đó, món được gọi là "bánh bầu cử". Bánh được chế biến với trái lý chua, nho khô, mật đường và gia vị, về sau bổ sung thêm rượu brandy trong công thức làm bánh. Bánh bầu cử đặc thù được nhào với men nở. Tại New England, bánh bầu cử cỡ lớn nặng khoảng 12 pound (5,4 kg) theo truyền thống sẽ phục vụ trong lúc người dân chờ kết quả bầu cử.  Có tuyên bố rằng công thức làm bánh bầu cử được công bố lần đầu xuất hiện trong sách American Cookery năm 1796.
Công thức làm bánh mận theo kiểu bánh trái cây xuất hiện trong sách dạy nấu ăn thời kỳ đầu tại miền Nam Hoa Kỳ và thực tế không gọi là bánh mận. Sau năm 1830, bánh mận thường được xem như bánh trái cây hoặc bánh đen. Năm 1885, trong một mô tả về bánh mận nghe giống như pudding mận, món được mô tả là "nhầy nhụa" – món bánh đặc rắn, dày, sẫm màu, với lượng mận dồi dào, phủ nho khô rải rác.